# Achaios der Jüngere

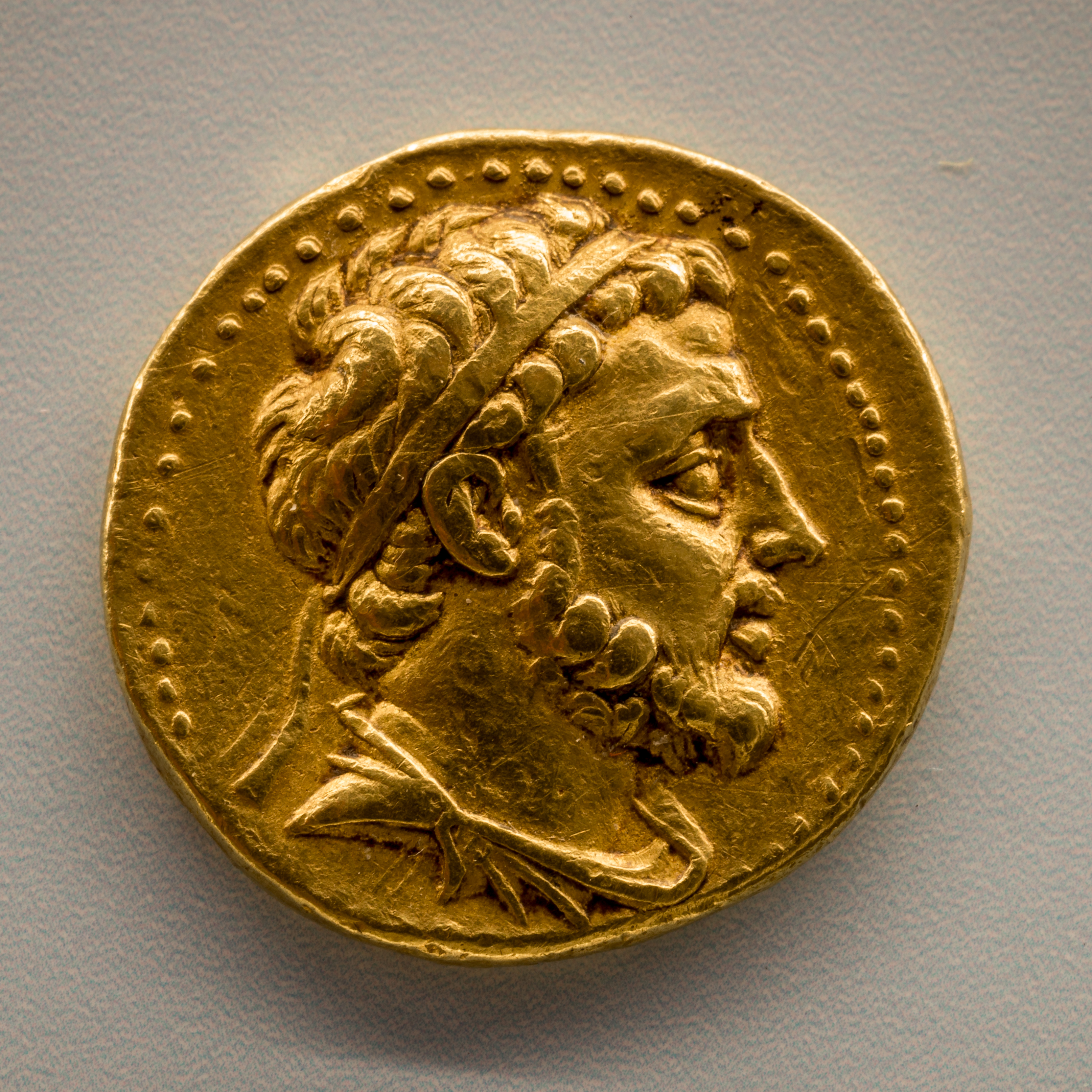
Der 1816 vom Münchener Münzkabinett erworbene „Münchener Goldstater des Achaios“, geschlagen 217–213 v. Chr. in Sardes, das einzig bekannte Beispiel für dieses Nominal. Die Vorderseite zeigt den Kopf des Königs nach rechts mit Königsdiadem. Die Rückseite trägt die Aufschrift „ΒΑΣΙΛΕΩΣ – ΑΧΑΙΟΥ ΘΕ“; Athena steht nach links mit erhobenem Speer und Schild, Monogramm, im Feld ein Pferdekopf nach links, er findet sich auf allen Nominalen des Achaios, wahrscheinlich handelt es sich dabei um ein Beizeichen.

Achaios der Jüngere (altgriechisch Ἀχαιός, Achaíos; * spätestens um 250 v. Chr.; † 214/13 v. Chr. in Sardes) war ein Mitglied des griechisch-makedonischen Adels des Seleukidenreichs und unter Antiochos III. Megas Generalstatthalter der Gebiete diesseits des Tauros. Im Sommer 220 entschloss er sich zur offenen Rebellion wider die Seleukiden, wofür er als Verräter hingerichtet wurde.
Nach Polybios war Achaios der Sohn des Andromachos und Enkel von Achaios dem Älteren sowie ein Verwandter von Seleukos III. Keraunos und Antiochos III. Nach dem Tod von Seleukos Keraunos im Jahr 222 v. Chr. übernahm Achaios den Oberbefehl über das Heer, schlug jedoch die Erhebung zum König zu Gunsten des jungen Antiochos III. aus. Später wurde er von jenem mit der Herrschaft über Asien diesseits des Tauros betraut, wo er 223/22 Westkleinasien den Händen des Attalos entriss. Achaios erlangte in seiner Position bald bedeutende Macht und entschloss sich schließlich zur offenen Rebellion gegen Antiochos. Ein Versuch im Jahr 220, das seleukidische Kernland zu erobern misslang noch im selben Jahr, woraufhin sein Herrschaftsbereich auf Kleinasien beschränkt blieb. Im Sommer des Jahres 216 rückte Antiochos in Anatolien ein und belagerte den Rebell in seiner Hauptstadt Sardes. 214 oder 213 bemächtigte man sich seiner durch eine List und brachte ihn vor Antiochos und den Kronrat. Nach reichlicher Beratung verstümmelte man ihn auf brutale Weise und ließ ihn grausam hinrichten. Der zerstückelte Körper des Usurpators wurde anschließend öffentlich an einem Pfahl zur Schau gestellt, wobei die Hintergründe der Art der Hinrichtung Gegenstand einer Fachdebatte sind.

## Leben

### Herkunft
Nach Polybios war Achaios ein Angehöriger einer bedeutenden, griechischen Adelsfamilie im Seleukidenreich und ein Verwandter (συγγενὴς) des Antiochos III. Diese Verwandtschaft beruhte dabei auf Heiratsbeziehungen, bleibt jedoch im Detail umstritten, nicht zuletzt da die Namen Achaios und besonders Laodike im betreffenden Adelsgeschlecht häufig erscheinen, was wiederum die Gefahr von Verwechslungen birgt. Frauen der Familie des Achaios haben nach verschiedenen antiken Autoren Seleukidenherrscher geheiratet.
Laodike I., die Antiochos II. Theos geheiratet hatte, war nach Eusebius eine Tochter des Achaios des Älteren, nach Polyainos dagegen eine Schwester des Antiochos II. mit demselben Vater, also offenbar eine Tochter des Antiochos I. und Halbschwester des Antiochos II. gewesen. Die Angabe, dass diese Laodike eine Tochter des Achaios gewesen ist, ist hierbei deutlich wahrscheinlicher, da von Antiochos I. nur eine einzige Ehefrau bekannt ist, keine Tochter namens Laodike und auch keine Kinder von anderen Frauen erwähnt werden.
Dieser Achaios, Vater der Laodike I., ist das erste bekannte Mitglied seines Geschlechts und somit sein Stammvater. Weil seine Töchter Antiochis und Laodike Namen trugen, die in der Seleukidenfamilie oft vorkamen, ist in der modernen Forschung vermutet worden, dieser Achaios sei mit der Seleukidenfamilie verwandt gewesen, nämlich ein Sohn des Seleukos I. Nikator, wofür aber ein Beleg fehlt. Die Namenswahl kann auch aufgrund naher Beziehung ohne leibliche Verwandtschaft getroffen worden sein. Denkbar ist auch, die unbekannte Ehefrau des Achaios habe aus der Familie des Seleukos gestammt. Dies wird u. a. von Alex Mc Auley angenommen.
Nach Polybios war der Vater des jüngeren Achaios Andromachos, Schwester des Andromachos war eine oft als Laodike II. benannte Laodike, die Ehefrau des Seleukos (offenbar Seleukos II.). Polybios zufolge war Achaios der Jüngere also ein Urenkel des seleukidischen Dynastiegründers Seleukos I. Nikator. Seine Tante Laodike war die Frau König Seleukos’ II. und die Mutter Antiochos’ III. Dieser von Polybios entworfene Stammbaum ist in der modernen Forschung wiederum teilweise mit dem Argument eines zu großen Altersabstandes zwischen angeblichen Geschwistern infrage gestellt worden.
Da Achaios nämlich bereits um 228 zusammen mit seinem Vater unter Seleukos II. als Feldherr an einem Feldzug gegen Antiochos Hierax teilnahm, muss er spätestens um 250 geboren sein, womit sich die Frage stellt, ob Achaios wirklich ein Neffe Laodikes II., Gattin des Seleukos II., gewesen sein kann. Julius Beloch hat etwa argumentiert, dass Polybios einen Irrtum begangen habe und die oben als Laodike II. benannte Laodike nicht etwa Andromachos’ Schwester und damit Achaios’ Tante, sondern vielmehr die Schwester des Letztgenannten gewesen sei. Damit wären Antiochos III. wie Seleukos III. Neffen des Achaios. Dies würde auch zu Eusebius passen; doch bleiben diese Mutmaßungen letztlich spekulativ, zumal es nach den Schilderungen des Polybios durchaus möglich scheint, dass zwischen Laodike II. und Andromachos lediglich ein Altersunterschied von 10 oder 15 Jahren lag und sie damit ohne Umstände der gleichen Generation angehören können, womit dem Kernargument von Beloch der Boden entzogen wäre. Achaios war außerdem mit einer weiteren Laodike, der Tochter des pontischen Königs Mithridates II. und seiner Frau, verheiratet, welche wiederum eine Schwester der gleichnamigen Ehegattin Antiochos III. war.

### Wirken bis zur Rebellion
Achaios der Jüngere diente zunächst wie sein Vater Andromachos und sein Großvater Achaios der Ältere dem Reich als General. Im Sommer 223 v. Chr. wurde Seleukos III. Soter auf einem Feldzug gegen Attalos von Pergamon Opfer einer Hofintrige. Das Heer trug das Diadem zunächst an Achaios, der sich nach dem Mord durch die Hinrichtung aller verdächtigen Höflinge verdient gemacht hatte, heran, doch schlug dieser die Königswürde zu diesem Zeitpunkt noch aus und sicherte dem jungen Antiochos so den Königsthron. Nach seinem Regierungsantritt beließ der junge König den ehrgeizigen Kanzler Hermeias von Karien in seiner Position als oberster Hofminister, ἐπὶ τῶν πραγμάτων, betraute Achaios mit der Verwaltung der kleinasiatischen Provinzen und setzte Molon und dessen Bruder Alexandros als Generalstatthalter in den Oberen Satrapien ein, eine Stellung, die er vor dem Tod seines Bruders offenbar selbst innegehalten hatte. Nach Polybios sollten sich all diese Entscheidungen als Fehler erweisen.
Im Sommer 222 erhob sich der Generalstatthalter der Oberen Satrapien, Molon, gegen die seleukidische Königsmacht. Numismatische Befunde belegen, dass Molon auch nach dem Diadem gegriffen hatte – ein Vorgang, den Polybios unerwähnt lässt. Molon bemühte sich, auch Achaios zur Rebellion gegen Antiochos zu bewegen, doch dieser weigerte sich in dieser Situation noch, seine Waffen gegen seinen Verwandten zu erheben. Im Zusammenhang mit der Molon-Rebellion berichtet Polybios auch, dass Hermeias, der den Krieg gegen Ägypten vorantreiben und daher Antiochos von einem persönlichen Feldzug gegen Molon abhalten wollte, einen Brief gefälscht habe, welcher den Eindruck erweckte, die Ptolemäer versuchten, Achaios zum Abfall zu bewegen. Nach der Niederwerfung des Molon 220 wandte sich Antiochos zunächst gegen den Fürsten der Satrapeioi, Artabazanes, wohl da dieser Molon bei seiner Rebellion unterstützt hatte.

### Rebellion
In dieser Situation erhob sich der Vizekönig Achaios, der wenige Jahre zuvor noch das Diadem abgelehnt hatte, in Kleinasien gegen die seleukidische Herrschaftsmacht. Als Grund für die Erhebung des Achaios nennt Polybios die Hoffnung, dass Antiochos bei seiner Kampagne in den Bergen umkommen werde. Außerdem habe Achaios geglaubt, dass es leicht sein würde, sich Syriens zu bemächtigen, selbst wenn jener nicht den Tod finden würde. Geblendet von diesem Irrtum stürmte er mit seinem Heer von Lydien nach Phrygien und setzte sich auf Betreiben seiner Berater dort das Diadem aufs Haupt. Von dort aus gedachte er weiter nach Syrien zu ziehen, wo er sich Unterstützung durch die rebellierenden Kyrrhesten erhoffte. Als jedoch Achaios im Sommer 220 mit seinem Heer die Grenze Lykaoniens erreichte, dämmerte den Truppen, was wohl der wahre Zweck dieses Kriegszugs sei, und sie weigerten sich weiterzuziehen und die Waffen gegen ihren rechtmäßigen Herrscher zu erheben. Achaios beschwichtigte die Truppen daraufhin, indem er beteuerte, er habe gar nicht die Absicht gehegt gegen Syrien zu ziehen, und den Truppen zudem die Landschaft Pisidien zur Plünderung überließ, was die Disziplin im Heer wiederherzustellen vermochte. Sodann zog er sich mit seinen Truppen nach Lydien zurück. Achaios bemühte sich anschließend kein zweites Mal um die Eroberung Syriens, sondern wandte sich stattdessen der Konsolidierung seiner Herrschaft in Kleinasien zu, obgleich die Gewinnung der einst ausgeschlagenen Königskrone sein letztes Ziel blieb. Antiochos erkannte, dass Achaios in nächster Zeit nicht dazu in der Lage sein würde, Krieg gegen ihn zu führen, oder gar seine Herrschaft ernstlich zu gefährden und so widmete er sich von 219 an vorerst der südlichen Front, dem Krieg gegen Ägypten.
In seiner Hauptstadt Sardes prägte Achaios derweilen Münzen mit der Aufschrift BAΣΙΛΕΩΣ AXAIOY - basileōs Achaiou.
Außerdem knüpfte er wertvolle Beziehungen zu den Feinden der Seleukiden – Byzanz, Rhodos und Ägypten wetteiferten gleichermaßen um seine Freundschaft und Gunst. Sein Herrschaftsgebiet beständig, besonders gegen Attalos schirmend und mehrend, namentlich durch die Eroberung von Milyas und Pamphylien 218, schwang er sich bald zum gefürchteten Herrscher in Anatolien auf. Doch machten die Seleukiden keine Anstalten seine Usurpation mehr als nur kurzfristig zu dulden, was Achaios immer mehr den seleukidischen Reichsfeinden, insbesondere den Ägyptern in die Arme trieb. Vergeblich hatten sich die Ptolemäer in den Verhandlungen des Jahres 219 darum bemüht, auch die Frage nach dem weiteren Schicksal der Gebiete diesseits des Tauros in die Verträge mit Antiochos einzuschließen, doch verbat sich dieser jegliche Einmischung in die innerseleukidischen Angelegenheiten und machte deutlich, dass nur er über das weitere Schicksal dieser Gebiete wie auch des Rebellen bestimmen würde.
Nach einem langen Feldzug in Koilesyrien kam es schließlich im Sommer 217 zwischen den Heeren der Ägypter und jenen der Seuleukiden zur Schlacht bei Raphia, welche für Antiochos in einer völligen Katastrophe enden sollte. Allerdings verstand es Ptolemaios IV. Philopator in der Folge nicht, seinen Sieg entsprechend auszunutzen und so konnte sich Antiochos schon bald, trotz dieser schweren Niederlage, der Rebellion seines Schwagers in Kleinasien zuwenden.

### Gefangennahme und Hinrichtung
Im Sommer des Jahres 216 v. Chr. rückte der Seleukidenkönig in Anatolien ein, nachdem er zuvor ein Bündnis mit Attalos von Pergamon geschlossen hatte. Achaios wurde daraufhin in seiner Hauptstadt Sardes belagert. Zwei Jahre lang widerstand die Stadt der Einnahme, ehe sie durch eine List fiel. Auch Achaios, der sich nach der Eroberung der Stadt auf die Feste auf dem Burgberg zurückgezogen hatte, konnte 214/13 durch eine geschickt eingefädelte Täuschung gefangen genommen werden. Der ptolemäische Unterhändler Bolis, ein listiger Kreter, der sich insgeheim mit Antiochos verbündet hatte, lockte Achaios mit der Aussicht auf einen Aufstand in Koilesyrien und dem Versprechen, ihn zu seinen Verbündeten zu bringen, aus der Festung. Nach dem Verlassen der Burg wurde der Usurpator von den Helfern des Bolis ergriffen, gefesselt, sogleich in das Zelt des Königs gebracht und auf den Boden gelegt, woraufhin Antiochos vor Ergriffenheit in Tränen ausbrach. Am Morgen beriet der Kronrat, welche Strafe für den Verräter wohl angemessen wäre. Zuletzt entschloss man sich, den Unglücklichen erst zu verstümmeln, ihm den Kopf abzutrennen und ihn zuletzt, in eine Eselshaut eingenäht, an einer Stange zur Schau zu stellen. Die Festungsgarnison teilte sich anschließend in zwei Lager, denn man war sich uneins, wie nun weiter verfahren werden sollte. Schließlich streckten beide Fraktionen die Waffen und übergaben, da sie einander misstrauten, die Festung an den Seleukidenherrscher, womit die Rebellion des Achaios ihr Ende fand.
Die ungewöhnliche Art der Hinrichtung hat in der Forschung ein breites Spektrum unterschiedlicher Deutungen hervorgerufen. Während der erste Teil der Hinrichtung des Usurpators, nämlich das Abschneiden der Hände und Füße sowie die Abtrennung des Kopfes und das Anbringen des Torsos an einen Pfahl, der assyrischen und achämenidischen Traditionen folgt, scheint das Einnähen in eine Eselshaut zunächst keine direkten Vorläufer zu besitzen.
Boris Chrubasik äußerte die Ansicht, dass die Zerstückelung und das Anbringen an einen Pfahl, die von Antiochos und seinen Anhängern offenbar mehr als eine Abschreckung für zukünftige Empörer, denn als Ausdruck persönlicher Rache betrachtet wurden, direkt auf die Hinrichtung des Rebellen Fravartis auf Geheiß des Perserkönigs Dareios I. zurückzuführen seien. Die grausame Hinrichtung und Zurschaustellung des Leichnams sollte darüber hinaus sein „Königtum dekonstruieren“, seine Herrschaft delegitimieren und seine Person entmenschlichen.
Chrubasik zieht außerdem in Betracht, dass das Abtrennen der (rechten) Hand, mit der der Usurpator das Schwert gegen Antiochos erhoben hatte, auch als Spiegelstrafe gedacht gewesen sein könnte; wenngleich Polybios keine Andeutungen liefert, welche solche Spekulationen untermauern. Ebenso wird gelegentlich interpretiert, dass die öffentliche Verrottung des Leichnams und die Verweigerung eines angemessenen Begräbnisses dazu dienen sollten, Achaios aus dem kollektiven Gedächtnis seiner Untertanen zu tilgen. Diese Auffassung widerspricht dabei gewissermaßen der Annahme von Robert Fleischer, welcher auf der Grundlage numismatischer Befunde zu dem Schluss gelangt ist, dass Antiochos diesen Sieg nicht nur als einen Triumph über einen „anonymen inneren Feind“, sondern über die Person Achaios selbst symbolhaft überhöhen wollte. Darüber hinaus war seine brutale Bestrafung wohl auch eine Demonstration der seleukidischen Macht und eine deutliche Botschaft des Königs an unzufriedene Satrapen und Philoi, dass Rebellionen und Unabhängigkeitsbestrebungen nicht geduldet, sondern mit aller Härte bekämpft und mit Grausamkeit niedergeschlagen würden.
Das eigentümliche Element der Eselshaut ist erstmals mit dem Aufsatz von Van Proosdij aus dem Jahr 1934 in das Zentrum der Aufmerksamkeit gerückt. In seiner Arbeit vergleicht jener den Tod des Usurpators mit dem Tod des Kyros. Herodot berichtet für dessen Lebensende, dass die Skythenkönigin Tomyris seiner Leiche zunächst den Kopf abhieb und diesen anschließend in einen mit Menschenblut gefüllten Lederschlauch steckte.
Robert Fleischer und Gerhard Kleiner wollen dieser Deutung nicht folgen und verweisen auf den Umstand, dass Antiochos sich des Rückgriffs auf einen Barbarentopos bedient hätte, wenn die Bestrafung des Empörers denn tatsächlich auf diese Erzählung bezogen gewesen wäre. Des Weiteren bemerkt Fleischer, dass die Bestrafung des Kyros direkt mit dem Versprechen der Skythenkönigin Tomyris zu tun hat, sie werde des Perserkönigs unersättlichen Blutdurst stillen, sollte er nicht von seinem Feldzug absehen und sich gegen ihren Wunsch, ihr ihren Sohn zurückzugeben, stellen. Überdies deutet Van Proosdij die Hinrichtung des Achaios als bewusste Bezugnahme auf den Kontrast zwischen dem Esel, welcher wegen seines „von Geburt an gegebenen Wunsches sich fortzupflanzen“ das Leben symbolisiere, und dem abgeschlagenen Kopf, welcher den Tod repräsentiere. Diese exotische Deutung wird von Fleischer als „konstruiert“ und wenig überzeugend zurückgewiesen. Das gleiche Urteil fällt er auch über Proosdijs Spekulation, die Hinrichtung des Achaios hätte auf die erhoffte militärische Unterstützung aus Koilesyrien angespielt, wo in der Vorstellung der Griechen der Esel von den Juden als heiliges Tier verehrt würde.
Vielmehr habe, so Fleischer, das Einnähen des Torsos in ein Eselsfell eine bewusste Verspottung des Empörers dargestellt, wobei er die bei Josephus bezeugte Bestrafung des Satrapen Mithridates ins Gedächtnis ruft, welcher von seinen Gegnern nackt auf einem Esel sitzend umhergeführt wurde, was den Parthern ihnen als „ärgste Schmach“ gegolten hätte. Ferner deutet Fleischer auf eine sekundäre Verknüpfung der Hinrichtung mit dem Marsyasmythos, in dem sich der mit dem Esel in Verbindung stehende phrygische Silen Marsyas in einem Anflug von Hochmut den Licht- und Musikgott Apoll herausfordert und als Strafe seiner Anmaßung schließlich eine Enthäutung erfährt.  Fleischer macht hierbei darauf aufmerksam, dass Apoll den seleukidischen Reichsgott und Stammvater der Seleukidendynastie stellte und Achaios sich in Phrygien zum König hatte ausrufen lassen, was eine nachträgliche Assoziation des Achaios mit Marsyas für die Zeitgenossen naheliegend erscheinen lassen musste. Vor diesem Hintergrund erschienen zwei, möglicherweise um das Jahr 200 v. Chr. geschaffene und später häufig kopierte Marsyasgruppen, welche den an einem Baum hängenden Marsyas nebst Apoll darstellen, als Sinnbilder des Sieges über Achaios, sowie als Warnung an zukünftige Empörer.
Wie Robert Fleischer vertritt auch Werner Huß die Auffassung, dass die Zeitgenossen die Symbolsprache der Hinrichtung des Rebellen umgehend erkennen konnten. Huß geht davon aus, dass Antiochos III. mit der Handlung, den Rebellen in die Haut eines Esels einzunähen, auf bestimmte negative Eigenschaften des Tieres anspielen wollte, wie etwa dessen Dummheit oder Störrigkeit. Dabei verweist er auf die häufige Darstellung des Esels in den Fabeln des Äsops, in denen das Tier oftmals Opfer seiner eigenen Tücke wird.
Huß zieht zudem Parallelen zu einer ähnlich gearteten Schmachbehandlung der Leiche des Spartanerkönigs Kleomenes, der gemäß Plutarch nach seinem gescheiterten Aufstand gegen das ägyptische Königshaus im Jahr 219 v. Chr., also nur wenige Jahre vor der Ergreifung des Achaios, in eine Tierhaut eingenäht und an einen Pfahl gehängt wurde. Zwar macht Plutarch keine spezifischen Angaben zur Art der Tierhaut, doch verweist Huß auf die Bedeutung des Esels in der ägyptischen Mythologie. In dieser galt der Esel als dämonisches Tier, das mit dem Sturmgott Seth bzw. Typhon in Verbindung stand. Vor diesem Hintergrund sei es möglich bis wahrscheinlich, dass auch Kleomenes in eine Eselshaut eingenäht wurde und Achaios dieser ägyptischen Symbolsprache folgend ebenso behandelt wurde. Demnach wäre die Bestrafung des Achaios durch Antiochos III. als eine gezielte Botschaft an die Ptolemäer zu interpretieren, sich in Zukunft aus den inneren Angelegenheiten des Seleukidenreichs herauszuhalten.
Der Althistoriker und Numismatiker Kay Ehling hat demgegenüber eine alternative Deutung der Hinrichtung des Achaios vorgeschlagen, die im Wesentlichen eine Weiterentwicklung der von Fleischer vertretenen Thesen darstellt. In diesem Zusammenhang wendet sich Ehling gegen die Annahme, die Exekution des Achaios habe sich an derjenigen des Kleomenes orientiert. Seiner Auffassung nach sei Kleomenes nicht – wie in der Regel angenommen – in eine Tierhaut eingenäht, sondern vielmehr gehäutet worden. Im Hinblick auf das Einnähen des Leichnams des Achaios in eine Eselshaut argumentiert Ehling, dass der Seleukidenkönig damit bewusst auf das Bildmotiv des Pferdekopfes auf den Münzen des Achaios angespielt habe, um den Usurpator, seine königlichen Ansprüche sowie sein Wappen der Lächerlichkeit preiszugeben. Die Wahl eines Eselsfells sei getroffen worden, da der Esel als minderwertiger Ersatz für das Pferd angesehen wurde. Bei der Hinrichtung wäre demnach eine überaus personalisierte und individualisierte Symbolsprache zum Ausdruck gekommen. Ehlings Interpretation hat in der Fachwelt teils zustimmende Aufnahme gefunden.